# Станиславовское воеводство
Станиславовское воево́дство — административно-территориальная единица Польской Республики в Галиции.
Существовало с 23 декабря 1920 года по 4 декабря 1939 года. Воеводство граничило с Львовским и Тарнопольским воеводствами. В отличие от соседних воеводств, территория примерно совпадает с нынешней областью Украины.

## История

### В Польской Республике
21 апреля 1920 года Директория Украинской Народной Республики заключила договор с Правительством Польской Республики о совместной войне против Российской СФСР на условиях признания перехода к Польше западно-украинских земель за пределами российско-австрийской границы существовавшей до 1914 года.
Галиция официально была названа Восточной Малопольшей. По условиям договора на территориях с украинским населением, Польша обязалась обеспечить украинцам равные с поляками права и гарантировать национально-культурное развитие, предоставить автономию, открыть университет и т. д. Ни одно из этих условий правительство Польши не выполнило.
В декабре 1920 года польским правительством издан специальный Указ о колонизации земель с украинским населением на восточных территориях Польши — «Кресов Всходних» (Западной Украины, Западной Белоруссии, Восточной Литвы) польскими военными поселенцами.
Польское правительство 23 декабря 1920 года образовало Станиславовское воеводство.
После завершения Советско-польской войны 1919—1921 гг.. 18 марта 1921 года ПР, РСФСР и Украинская ССР подписали Рижский мирный договор 1921 г. по условиям которого УНР прекратила существование, а земли перешли к Польше, в том числе Станиславовское воеводство.
В республике в период с 1921 по 1939 год официальное название «Восточные Кресы» употреблялось в отношении Львовского, Тарнопольского, Станиславовского, Волынского, Полесского, Белостоцкого, Виленского и Новогродского воеводств, заселённых украинцами, белорусами и литовцами.
В 1924 году польским парламентом (Сеймом) был принят особый Закон — «Кресовый», по которому с целью ассимиляции местного населения в Западной Украине и в Западной Белоруссии вводилось двуязычное школьное образование — на польском и украинском языках, осуществлялось переселение польских военных пенсионеров (осадников) с семьями в Восточные Кресы с выдачей обширных земельных участков, ранее принадлежавших другим гражданам.
На основании особого Закона «Кресового» 1924 года проводилось массовое переселение, но началось оно ещё раньше. За период 1920—1928 годы поселенцам-полякам на Волыни и Полесье передано 260 000 гектаров земли, на которые из центральной Польши прибыло более 20 000 человек. Бывшие военные должны были укреплять польские традиции и стать оплотом польской колонизации на территориях с преобладающим украинским населением. До 1929 года переселилось свыше 70 тыс. польских военных пенсионеров (осадников) с семьями.
В Станиславовском воеводстве проживало 1 339 200 чел., из них 23 % поляки, 68 % украинцы, 7 % евреи, 2 % прочие.
Родным языком, по польской переписи 1931 года, в Станиславовском воеводстве назвали 69 % украинский, 23 % польский, 7 % идиш, 1 % немецкий.
В 1939 году в Станиславовском воеводстве население имело следующий национальный состав: поляки 16,5 %, украинцы 72,9 %, евреи 9,5 %, прочие 1,1 %.
1 сентября 1939 года германские войска напали на ПР, началась Германо-польская война 1939 года.
17 сентября 1939 года Красная Армия Советского Союза вступила на территорию восточной Польши — Западной Украины, и 28 сентября 1939 года был подписан Договор о дружбе и границе между СССР и Германией.
С 6 октября по 27 ноября 1939 года глава Временного гражданского управления Станиславовского воеводства Груленко Михаил Васильевич.
27 октября 1939 года установлена Советская власть.
С 27 ноября 1939 года М. В. Груленко назначен 1-м секретарём Станиславского областного комитета КП(б) Украины (Постановление Политического бюро ЦК КП(б) Украины № 860-оп).

### В Советском Союзе
C 14 ноября 1939 года в составе Украинской Советской Социалистической Республики Союза Советских Социалистических Республик.
Постановлением Политического бюро ЦК КП(б) Украины № 860-оп Козенко Максим Максимович назначен … ноября 1939 года Председателем Исполнительного комитета Станиславского областного Совета.
Указ Президиума Верховного Совета СССР от 4 декабря 1939 года «Об образовании Волынской, Дрогобычской, Львовской, Ровенской, Станиславской и Тарнопольской областей в составе Украинской ССР» утвердил новые административно-территориальные образования на территории СССР. Исполнительный комитет Станиславского областного Совета во главе с М. М. Козенко приступил к работе.

## Воеводы
- Эдмунд Юрыстовский (1921—1925)
- Александер дес Логес (1925—1926)
- Владислав Корсак (1926—1927)
- Александер Моравский (1927—1928)
- Бронислав Наконечников-Клуковский (1928—1930)
- Зыгмунт Ягодзиньский (1930—1936)
- Мечислав Старжиньский (1936)
- Ян Савицкий (1936)
- Стефан Паславский (1936—1939)
- Станислав Ярецкий (1939)